# 白俄羅斯—俄羅斯關係

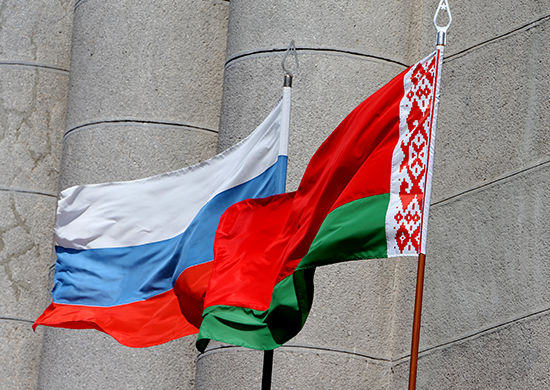
俄罗斯国旗（左）和白俄罗斯国旗（右）一起飘扬。

俄罗斯是白俄罗斯在政治和经济领域最大和最重要的伙伴。两国于1998年12月25日签署《公民平等权利条约》，构成俄白联盟国，其中包括就业、医疗和教育。
自2020年起，白俄罗斯开始改善与美国、英国等西方国家的关系。

## 历史

### 1990年代早期
苏联解体后，新成立的俄罗斯试图通过在1991年12月8日创建一个地区组织也就是独联体来维持对前苏联地区的控制。但是，作为独联体的其他共和国，白俄罗斯开始脱离俄罗斯，当时俄罗斯正试图稳定其破碎的经济和与西方的关系。1990年代初，俄罗斯曾担心，它参与白俄罗斯事务，会危及它试图与西方建立的关系。然而，随着北约东扩，俄罗斯发现自己陷入了困境。一方面，它面临着曾经控制的庞大地缘政治集团的解体；另一方面，它认为西方试图通过收拾其前帝国的残局，将其从欧洲环境中孤立出来。这导致与白俄罗斯建立良好关系的重要性日益增加。

俄罗斯苏维埃联邦社会主义共和国国旗(1954-1991)
白俄罗斯苏维埃社会主义共和国国旗(1951-1991)

### 1990年代中期到末期
1990年代中期，尤其是1994年7月亚历山大·卢卡申科上台后，白俄罗斯似乎拥有与俄罗斯融合的理想选择。俄罗斯总统鲍里斯·叶利钦在1995年2月与白俄罗斯签署《睦邻友好合作条约》后说，“两国在许多世纪中拥有共同的历史经验”。他宣称，这“为签署关于两国进一步融合的条约和其他文件奠定了基础，在所有独联体国家中，白俄罗斯由于其地理位置、与俄罗斯的接触、我们的友谊及其改革的进展，享有建立这种关系的最大权益。”一体化进程于1996年4月2日启动，一年后，白俄罗斯和俄罗斯联盟成立。这一进程的最终结果是在1999年12月8日在白俄罗斯和白俄罗斯联邦之间建立了一个俄白联盟国。

### 2000年代
普京上台后，对与白俄罗斯的关系现状表达了深深的不满，并对1999年签订的条约提出了批评，他制定的政策是要在条约中加入真正的内容。他的建议是继续统一，或者采用联邦模式，即白俄罗斯加入俄罗斯联邦，或者建立一个类似于欧洲联盟的联盟。但是，白俄罗斯拒绝，并希望维持现状。尽管如此，由于国际事态发展，白俄罗斯的战略价值对俄罗斯来说似乎继续上升。这些国际事态包括自2001年911恐怖袭击以来美国在原苏联地区的军事活动，东欧国家转向西方，在波兰或捷克共和国部署北约导弹防御系统的计划，以及最重要的颜色革命的兴起。结果，尽管政治和经济一体化受挫，两国间的军事一体化进程仍在继续。当俄罗斯意识到与白俄罗斯完全融合代价高昂，它将其外交政策转向更务实的方向。这项政策有两个主要目标：第一个是依靠白俄罗斯减轻俄罗斯的经济负担，第二个是接管白俄罗斯的能源运输基础设施。这两个目标影响了两国之间的大部分冲突和天然气战争。

### 2010年代和乌克兰危机
2014年以来，在多年接受俄罗斯在该国的影响之后，卢卡申科一直在推动白俄罗斯民族认同的复兴。此前俄罗斯吞并了克里米亚，并对乌克兰东部进行了军事干预。他第一次用白俄罗斯语(而不是大多数人使用的俄语)发表演讲，他在演讲中说，“我们不是俄罗斯人——我们是白俄罗斯人”，后来还鼓励使用白俄罗斯语。与贸易争端和边境争端，以及白俄罗斯对异见人士采取宽松的官方态度，都在一定程度上削弱了与俄罗斯的长期友好的关系。
2017年9月14日，白俄罗斯和俄罗斯关系恢复正常，双方进行了联合军演。
1995年，俄罗斯与白俄罗斯的边界被毁坏，无法明确两国边境。然而，在2014年，白俄罗斯方面恢复了边界，俄罗斯则在2017年2月在斯摩棱斯克划设边境。

## 经济关系
俄罗斯占白俄罗斯对外贸易的48%，白俄罗斯约占俄罗斯对外贸易的6%。
2004年之前，俄罗斯天然气工业股份公司以俄罗斯国内价格向白俄罗斯出售天然气，目的是为了推进两国的政治一体化进程，但是这一进程在1990年代末和21世纪头十年开始步履蹒跚，俄罗斯天然气工业股份公司希望通过控制白俄罗斯天然气运输网络，确保俄罗斯天然气通过白俄罗斯领土的可靠运输。俄罗斯天然气工业股份公司曾试图收购白俄罗斯的天然气网络运营商，但价格上的分歧导致2004年俄白天然气争端，俄罗斯天然气工业股份公司于2004年1月1日停止向白俄罗斯供应天然气。2004年6月，两国签署了一份新的天然气合同，两国关系随后得到改善。

### 外交紧张
2009年，两国之间爆发了严重的外交争端。白俄罗斯总统卢卡申科指责俄罗斯提供5亿美元贷款的条件是白俄罗斯承认阿布哈兹和南奥塞梯，但他补充说，白俄罗斯的地位是不能出售的。卢卡申科已宣布，白俄罗斯公民在前往这两个地区时必须遵守格鲁吉亚法律，外交部也已声明，所有白俄罗斯公民必须使用格鲁吉亚一方的入境点。卢卡申科宣称，白俄罗斯应该“在地球的其他地方寻找幸福”，而不是俄罗斯。在谈到两国之间的密切军事合作时，卢卡申科把白俄罗斯的1,000万人口比作俄罗斯对抗西方的人盾，他说，这种服务“不是免费的”。2009年7月，所谓的“牛奶战争”爆发了，俄罗斯禁止从白俄罗斯进口所有奶制品，称这些奶制品不符合新规定。白俄罗斯指责俄罗斯出于政治目的实施这一禁令，而俄罗斯否认这一禁令是出于政治目的。俄罗斯很快解除了禁令，白俄罗斯也恢复了对俄罗斯的奶制品供应。然而，当俄罗斯声称白俄罗斯欠下2.31亿美元的天然气供应款时，一场新的争端又出现了。白俄罗斯威胁要在其与俄罗斯的边界实行边境和海关管制，并拒绝参加在莫斯科举行的集体安全条约组织的会谈。在一次采访中，卢卡申科总统质疑与俄罗斯建立外交关系的必要性，因为俄罗斯正在“封锁”白俄罗斯。
2012年5月31日，俄罗斯总统普京批评欧盟对白俄罗斯的制裁，在一份联合声明中，普京和卢卡申科表示:
“俄罗斯和白俄罗斯将协调努力，反击干涉联盟国家内部事务的企图，并通过采取限制性措施或反制制裁。”

## 雙邊軍事關係

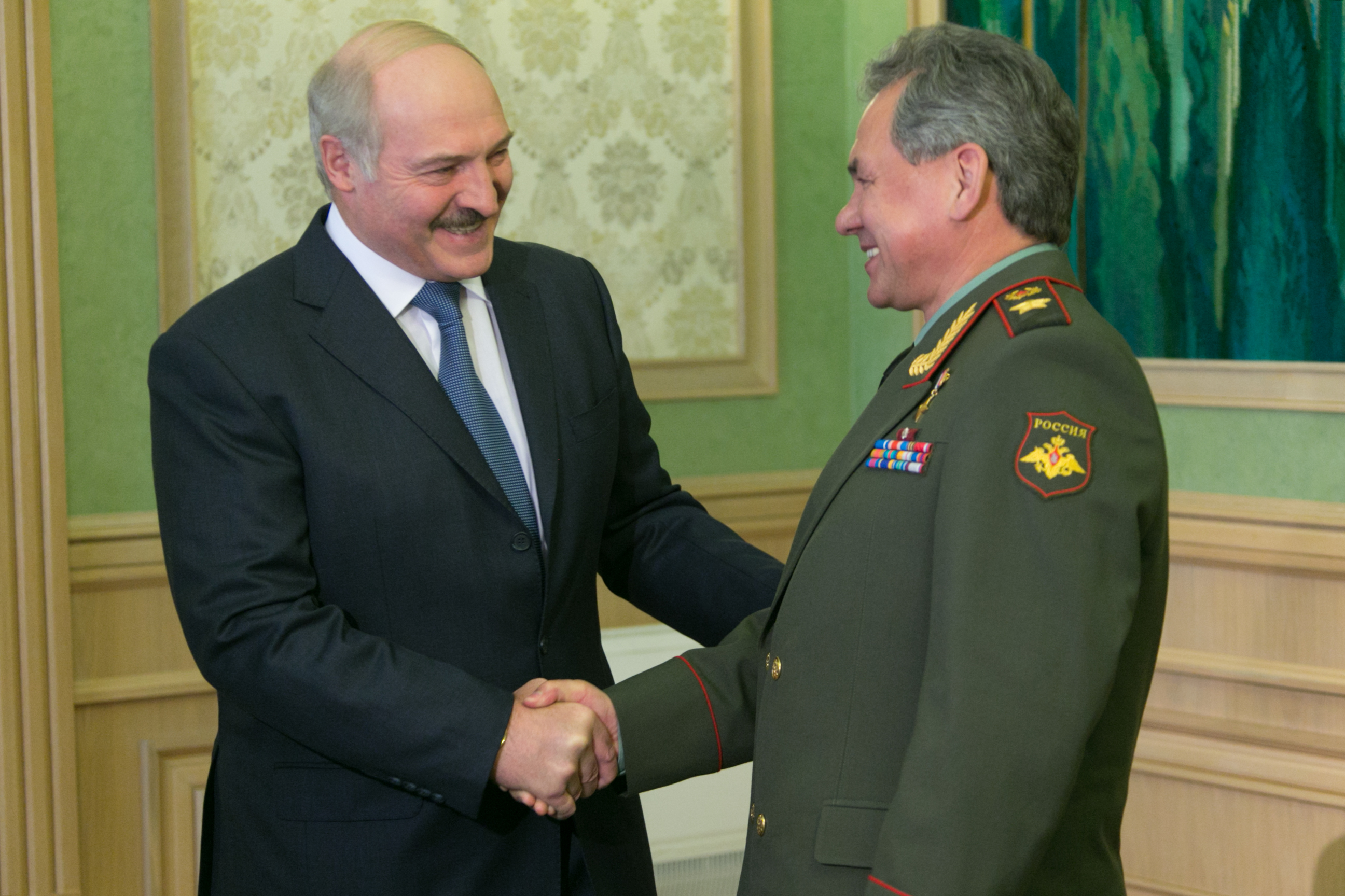
白俄羅斯總統亚历山大·卢卡申科會見俄羅斯國防部長谢尔盖·绍伊古。

俄白两国军事关系密切，开展了各种联合军事科研活动。新航还在白俄罗斯经营若干军事基地和雷达，其中包括由俄罗斯空天防御兵管理的汉特萨维奇雷达站的预警雷达。
由于2014年乌克兰危机，俄罗斯正寻求取代乌克兰与白俄罗斯的防务关系。2017年9月14日，白俄罗斯和俄罗斯关系恢复正常，双方都在对方领土境内进行了联合军事演习。
2022年俄羅斯入侵烏克蘭後，白羅斯雖表示不會參戰，卻大開國境，讓俄軍運入輜重、取道攻入烏克蘭，引致基輔戰役 (2022年)爆發。戰役結束後，俄罗斯將圖-22轟炸機部署至白俄罗斯。2022年12月3日，白俄罗斯和俄罗斯签署在军事领域联合保障地区安全的协议。2023年1月11日，白俄罗斯国防部表示俄白区域联合部队防空导弹系统开始进入战斗值勤。
2023年3月25日，俄罗斯总统普京宣布俄罗斯将在白俄罗斯领土上部署战术核武器。5月25日，白俄羅斯總統盧卡申科表示，俄羅斯開始將戰術核武器從俄羅斯轉移到白俄羅斯。6月9日，俄羅斯總統普京表示將在7月8日後在白俄羅斯部署戰術核武器。6月16日，俄罗斯总统普京表示首枚战术核武器已运抵白俄罗斯境内。
瓦格納集團兵變期間亚历山大·卢卡申科參與談判，促成兵變結束，收留了叶夫根尼·普里戈任及數千名華格納士兵。在華格納兵變以後，負責介入調停的普京盟友白羅斯總統盧卡申科（Alexander Lukashenko）曾經宣稱，白羅斯可利用華格納的經驗與專業，並宣告提供「廢棄軍事設施」供華格納部隊駐紮。
2023年7月21日，俄罗斯总统普京表示，一切攻击白俄罗斯的行径将被视作等同于攻击俄罗斯，俄方會采取一切可用手段予以回应。

## 常驻外交使团
- 白俄罗斯在莫斯科设有大使馆。[28]
- 俄罗斯在明斯克设有大使馆，在布列斯特设有总领事馆。[29]

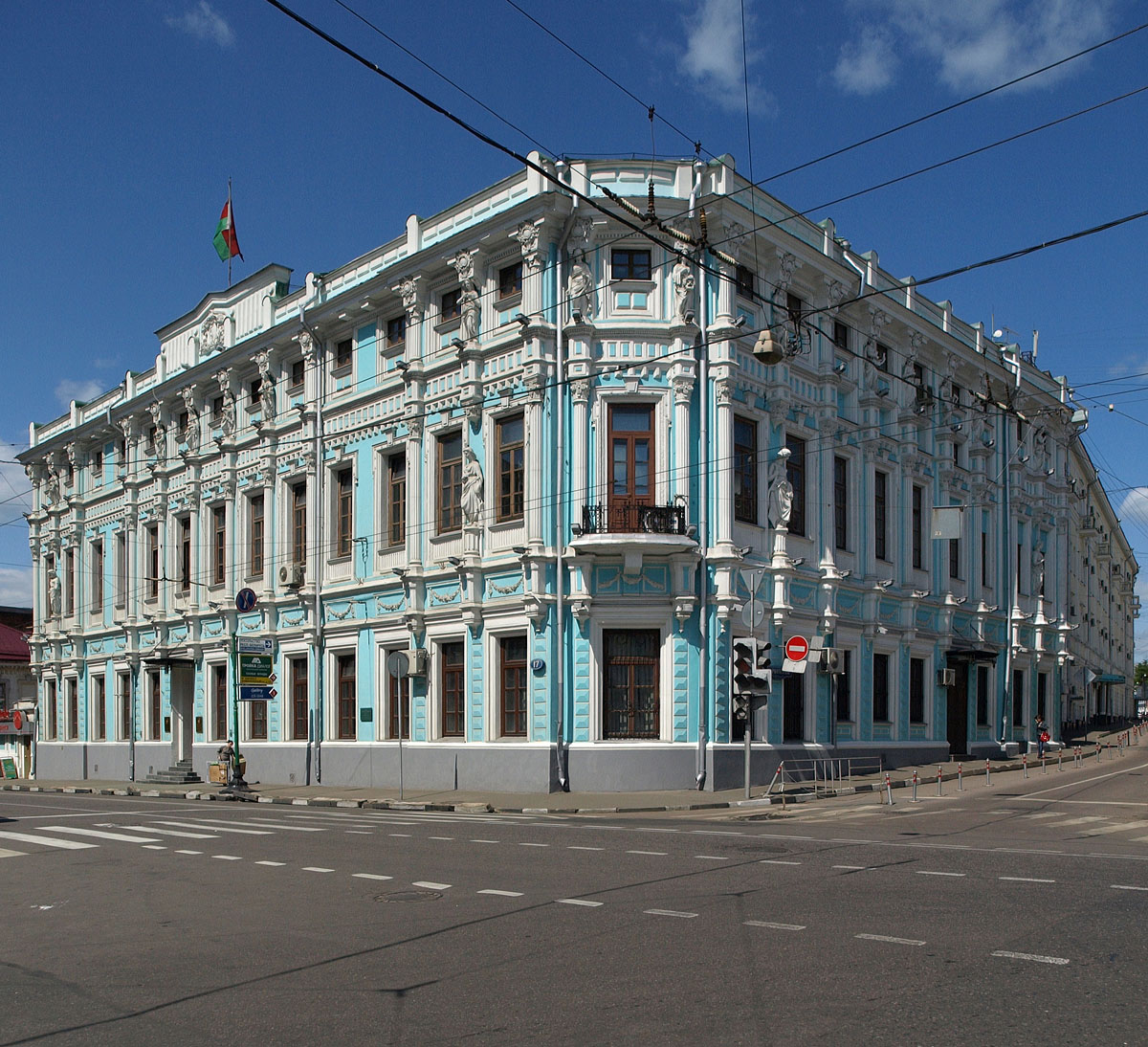
白俄罗斯驻莫斯科大使馆
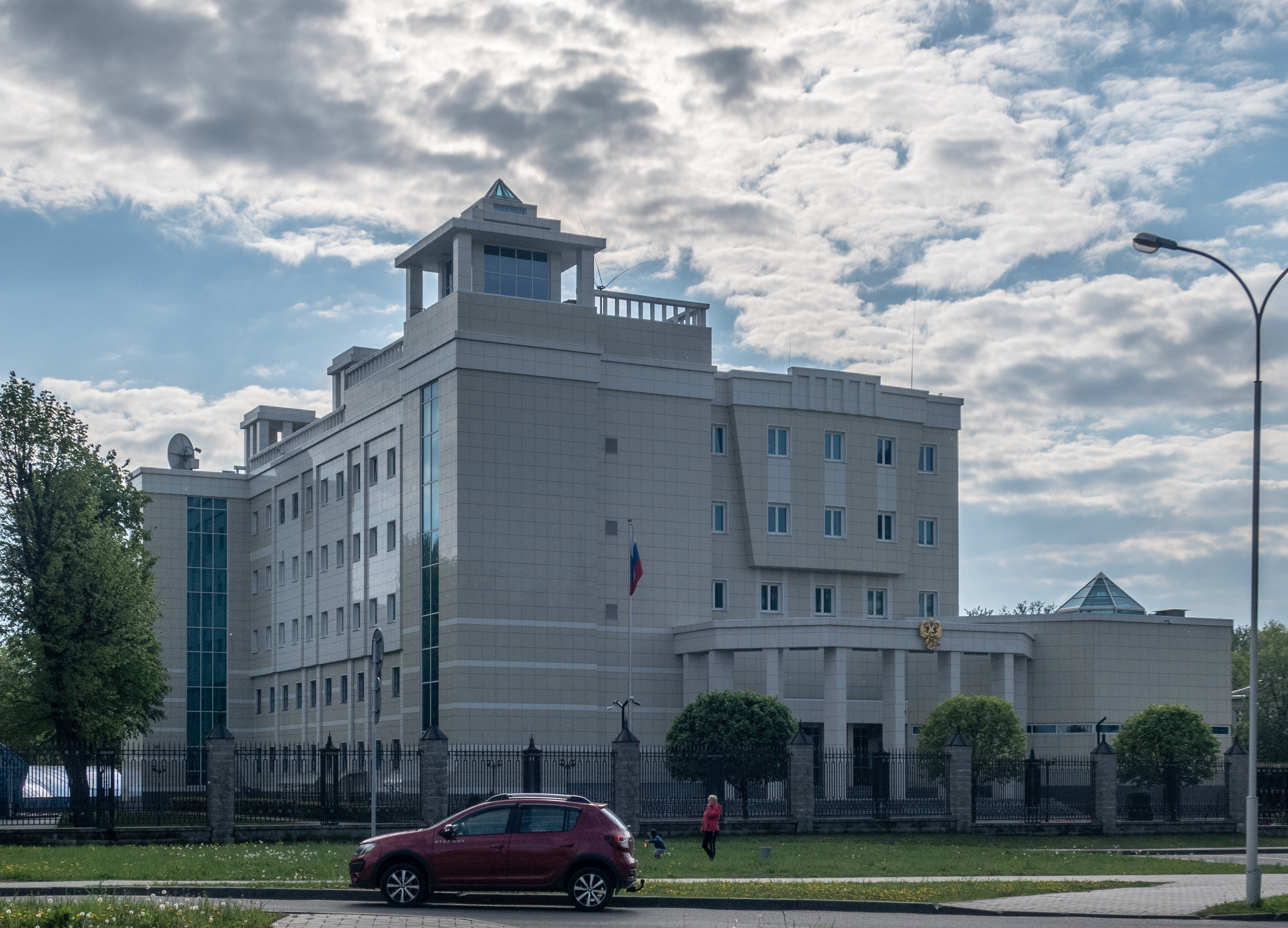
俄罗斯驻明斯克大使馆

## 国情简介
|              | 白俄罗斯 白俄罗斯共和国 白俄罗斯语:Рэспубліка Беларусь 俄语:Республика Беларусь | 俄罗斯 俄罗斯联邦 Российская Федерация                                                                              |
| ------------ | ------------------------------------------------------------------------------- | --- |
| 国旗国徽     | 白俄罗斯                                                                        | 俄罗斯 |
| 人口         | 9,408,400                                                                       | 144,386,830（不包括克里米亚）                                                                                       |
| 面积         | 207,595 km2 (80,153 sq mi)                                                      | 17,098,246 km2 (6,601,670 sq mi)                                                                                    |
| 人口密度     | 45.8/km2 (118.6/sq mi)                                                          | 8.4/km2 (21.8/sq mi)                                                                                                |
| 政体         | 单一制 总统制 共和国                                                            | 联邦制 半总统制 共和国                                                                                              |
| 首都         | 明斯克 – 2,020,600                                                              | 莫斯科 – 12,506,468                                                                                                 |
| 最大城市     | 明斯克 – 2,020,600                                                              | 莫斯科 – 12,506,468                                                                                                 |
| 官方语言     | 白俄罗斯语 俄语                                                                 | 俄语 |
| 现任国家元首 | 总统 亚历山大·卢卡申科 (1994–至今)                                              | 总统 弗拉基米尔·普京 (1999-2008;2012–至今)                                                                          |
| 现任政府首脑 | 总理 亞歷山大·圖爾欽 (2025–现任)                                                | 总理 米哈伊尔·米舒斯京 (2020–现任)                                                                                  |
| 主要宗教     | 91.0%基督宗教 （83.3% 東正教 7.7% 其他基督教會） 7.8% 無宗教 1.2% 其他 （2020） | 61%基督宗教 （60% 俄羅斯正教會 1% 其他基督教會 ） 24% 無宗教 9% 伊斯蘭教 4% 未表態 2% 其他宗教（包含佛教） （2023） |
| 民族         | 84.9% 白俄羅斯族 7.5% 俄羅斯族 3.1% 波蘭族 1.7% 烏克蘭族 2.8% 其他 （2019）     | 71.1% 俄羅斯族 3.2% 塔塔爾族 1.1% 巴什基爾族 1.1% 車臣族 11.1% 其他民族 11.6% 未表態 （2021）                       |
| GDP（名义）  | 635.82亿美元 人均6744美元                                                       | 1.702万亿美元 人均11601美元                                                                                         |
| GDP（实质）  | 2000.89亿美元 人均21223美元                                                     | 4.135万亿美元 人均28184美元                                                                                         |
| 侨民         | 706,992个俄罗斯侨民                                                             | 521,443个白俄罗斯侨民                                                                                               |